# Giulio Indo
Giulio Indo (latino: Iulius Indus; fl. 21) è stato un principe gallo della tribù dei Treveri, che combatté come ufficiale nell'esercito romano.
Nel 21 collaborò a sedare una rivolta anti-romana dei Treveri e degli Edui, guidata da Giulio Sacroviro e Giulio Floro. Successivamente passò a comandare un'ala di cavalleria, la Ala Gallorum Indiana, che prese il nome da lui e che forse prese parte alla conquista della Britannia; questa ala si trovava certamente a Corinum (Cirencester) intorno agli anni settanta.
La figlia di Indo, Giulia Pacata, sposò il procuratore della Britannia Romana, Giulio Alpino Classiciano, e lo seppellì a Londinium nel 65 d.C.